# NGC 7200
NGC 7200 is een elliptisch sterrenstelsel in het sterrenbeeld Indiaan. Het hemelobject werd op 30 september 1834 ontdekt door de Britse astronoom John Herschel.

## Synoniemen
- ESO 237-37
- PGC 68068